# Gare d'Avolsheim
La gare d'Avolsheim est une ancienne gare ferroviaire française de la ligne de Sélestat à Saverne, située sur le territoire de la commune d'Avolsheim, dans le département du Bas-Rhin, en région Grand Est.
Situé sur une portion de ligne mise en service en 1864 et démantelée en 1993, le bâtiment de la gare est reconverti en logements.

## Situation ferroviaire
Établie à 175 mètres d'altitude, la gare d'Avolsheim se trouvait au point kilométrique (PK) 36,371 de la ligne de Sélestat à Saverne entre la gare ouverte de Molsheim et celle, fermée, de Soultz-les-Bains.

## Histoire
L'embranchement de Molsheim à Wasselonne est livré à l'exploitation le 29 septembre 1864, par la Compagnie des chemins de fer de l'Est. En 1877, durant la période où l'Alsace-Lorraine est annexée par l'Allemagne, la ligne est prolongée vers Sélestat et Saverne.
La Société nationale des chemins de fer français (SNCF) met fin aux trains de voyageurs sur la section de Molsheim à Saverne en 1969. Le trafic de marchandises sur la ligne subsistera jusqu’en 1988. La ligne est déclassée en 1993 puis déposée en totalité. Les bâtiments voyageurs et les halles de marchandises ont été vendus à des particuliers et l’ancienne plate-forme de la voie ferrée a été transformée en piste cyclable qui relie Molsheim à Romanswiller.

## Patrimoine ferroviaire
Le bâtiment voyageurs construit par la Compagnie de l'Est devait comporter deux travées à l'origine avec un étage ; il possède trois travées sur une carte postale prise lors de la période allemande. Dans son état actuel, reconverti en habitation, il offre côté voies une façade continue de trois travées, et, sur le versant opposé faisant face à la rivière Bruche, une extension plus haute et plus large sous un toit à deux versants avec une arrête de toit décalée par rapport au reste de la structure.